# Serie B 2018-2019 (hockey su pista)
La Serie B 2018-2019 è il torneo di terzo livello del campionato italiano di hockey su pista per la stagione 2018-2019.
Al termine del campionato sono stati promossi in Serie A2 l'Estrelas Molfetta e il Grosseto.

## Prima Fase

### Girone A

#### Squadre partecipanti
| Club                 | Città               | Impianto                       | Stagione precedente                         |
| -------------------- | ------------------- | ------------------------------ | ------------------------------------------- |
| Agrate Brianza       | Agrate Brianza (MB) | Centro Sportivo Santa Caterina | 4º in Serie B girone A                      |
| Amatori Lodi (B)     | Lodi                | PalaCastellotti                | 5º in Serie B girone A                      |
| Amatori Vercelli (B) | Vercelli            | PalaPregnolato                 | n.d.                                        |
| Azzurra Novara (B)   | Novara              | Palasport Dal Lago             | 7º in Serie B girone A                      |
| HRC Monza (B)        | Monza               | PalaRovagnati di Biassono (MB) | 8º in Serie B girone A                      |
| Roller Lodi          | Lodi                | PalaCastellotti                | 1º in Serie B girone A, 7° alle final eight |
| Seregno 2012         | Seregno (MB)        | PalaSomaschini                 | 12º in Serie A2, retrocesso                 |
| Seregno 2012 (B)     | Seregno (MB)        | PalaSomaschini                 | n.d.                                        |

#### Classifica finale
|  | Pos. | Squadra              | Pt | G  | V  | N | P  | GF  | GS  | DR  |
|  | ---- | -------------------- | -- | -- | -- | - | -- | --- | --- | --- |
|  | 1.   | Seregno 2012         | 31 | 14 | 10 | 1 | 3  | 134 | 43  | +91 |
|  | 2.   | Amatori Vercelli (B) | 30 | 14 | 10 | 0 | 4  | 109 | 58  | +51 |
|  | 3.   | Amatori Lodi (B)     | 30 | 14 | 10 | 0 | 4  | 101 | 74  | +27 |
|  | 4.   | Agrate Brianza       | 29 | 14 | 9  | 2 | 3  | 130 | 80  | +50 |
|  | 5.   | Roller Lodi          | 22 | 14 | 7  | 1 | 6  | 75  | 67  | +8  |
|  | 6.   | Azzurra Novara (B)   | 12 | 14 | 4  | 0 | 8  | 51  | 115 | -64 |
|  | 7.   | HRC Monza (B)        | 9  | 14 | 3  | 0 | 11 | 56  | 131 | -75 |
|  | 8.   | Seregno 2012 (B)     | 3  | 14 | 1  | 0 | 13 | 44  | 132 | -88 |

Legenda:
  Qualificato alle final eight.
Note:
Tre punti a vittoria, uno per il pareggio, zero a sconfitta.
In caso di arrivo di due o più squadre a pari punti, la graduatoria finale verrà stilata secondo la classifica avulsa tra le squadre interessate che prevede, in ordine, i seguenti criteri:
- Punti negli scontri diretti
- Differenza reti negli scontri diretti
- Differenza reti generale
- Reti realizzate in generale
- Sorteggio

### Girone B

#### Squadre partecipanti
| Club                 | Città                  | Impianto                                 | Stagione precedente    |
| -------------------- | ---------------------- | ---------------------------------------- | ---------------------- |
| Amatori Modena (B)   | Modena                 | Palaroller di Montale Rangone (MO)       | n.d.                   |
| Amatori Pesaro       | Pesaro                 | PalaBorgo                                | 5º in Serie B girone D |
| Correggio (B)        | Correggio (RE)         | Palasport Dorando Pietri                 | 6º in Serie B girone A |
| Cremona (B)          | Pieve San Giacomo (CR) | Palestra comunale di San Daniele Po (CR) | n.d.                   |
| Pesaro               | Pesaro                 | PalaBorgo                                | n.d.                   |
| Pico Mirandola (B)   | Mirandola (MO)         | Palazzetto dello sport                   | n.d.                   |
| Roller Scandiano (B) | Scandiano (RE)         | PalaRegnani                              | 3º in Serie B girone A |

#### Classifica finale
|  | Pos. | Squadra              | Pt | G  | V  | N | P  | GF | GS  | DR   |
|  | ---- | -------------------- | -- | -- | -- | - | -- | -- | --- | ---- |
|  | 1.   | Roller Scandiano (B) | 31 | 12 | 10 | 1 | 1  | 90 | 38  | +52  |
|  | 2.   | Cremona (B)          | 25 | 12 | 8  | 1 | 3  | 92 | 50  | +42  |
|  | 3.   | Correggio (B)        | 24 | 12 | 8  | 0 | 4  | 78 | 45  | +33  |
|  | 4.   | Amatori Pesaro       | 14 | 12 | 4  | 2 | 6  | 91 | 90  | +1   |
|  | 5.   | Amatori Modena (B)   | 14 | 11 | 4  | 2 | 5  | 45 | 44  | +1   |
|  | 6.   | Pico Mirandola (B)   | 12 | 12 | 4  | 0 | 8  | 52 | 65  | -13  |
|  | 7.   | Pesaro               | 0  | 11 | 0  | 0 | 11 | 31 | 147 | -116 |

Legenda:
  Qualificato alle final eight.
Note:
Tre punti a vittoria, uno per il pareggio, zero a sconfitta.
In caso di arrivo di due o più squadre a pari punti, la graduatoria finale verrà stilata secondo la classifica avulsa tra le squadre interessate che prevede, in ordine, i seguenti criteri:
- Punti negli scontri diretti
- Differenza reti negli scontri diretti
- Differenza reti generale
- Reti realizzate in generale
- Sorteggio

### Girone C

#### Squadre partecipanti
| Club               | Città                      | Impianto               | Stagione precedente                         |
| ------------------ | -------------------------- | ---------------------- | ------------------------------------------- |
| Bassano            | Bassano del Grappa (VI)    | PalaSind               | n.d.                                        |
| Breganze (B1)      | Breganze (VI)              | PalaFerrarin           | 8º in Serie B girone B                      |
| Breganze (B2)      | Breganze (VI)              | PalaFerrarin           | n.d.                                        |
| Montebello (B)     | Montebello (VI)            | Palazzetto dello sport | 9º in Serie B girone B                      |
| Montecchio P. (B)  | Montecchio Precalcino (VI) | PalaVaccari            | 10º in Serie B girone B                     |
| Pordenone (B)      | Pordenone                  | PalaMarrone            | n.d.                                        |
| Roller Bassano (B) | Bassano del Grappa (VI)    | PalaSind               | 6º in Serie B girone B                      |
| Roller Cornedo     | Cornedo Vicentino (VI)     |                        | n.d.                                        |
| Roller Recoaro     | Recoaro Terme (VI)         | PalaSanGiorgio         | 4º in Serie B girone B                      |
| Sandrigo (B)       | Sandrigo (VI)              | Palasport di Sandrigo  | 2º in Serie B girone B                      |
| Thiene (B)         | Thiene (VI)                | PalaCeccato            | 1º in Serie B girone B, 4º alle final eight |
| UVP Bassano        | Bassano del Grappa (VI)    | PalaSind               | 7º in Serie B girone B                      |
| Valdagno (B)       | Valdagno (VI)              | PalaLido               | 5º in Serie B girone B                      |

#### Classifica finale
|  | Pos. | Squadra            | Pt | G  | V  | N | P  | GF  | GS  | DR  |
|  | ---- | ------------------ | -- | -- | -- | - | -- | --- | --- | --- |
|  | 1.   | Montecchio P. (B)  | 59 | 24 | 19 | 2 | 3  | 134 | 61  | +73 |
|  | 2.   | Montebello (B)     | 56 | 24 | 18 | 2 | 4  | 142 | 84  | +58 |
|  | 3.   | Thiene (B)         | 53 | 24 | 17 | 2 | 5  | 151 | 95  | +56 |
|  | 4.   | Breganze (B1)      | 48 | 24 | 15 | 3 | 6  | 123 | 84  | +39 |
|  | 5.   | Roller Bassano (B) | 42 | 24 | 13 | 3 | 8  | 118 | 86  | +32 |
|  | 6.   | Sandrigo (B)       | 37 | 24 | 11 | 4 | 9  | 97  | 109 | -12 |
|  | 7.   | UVP Bassano        | 35 | 24 | 10 | 5 | 9  | 101 | 103 | -2  |
|  | 8.   | Roller Recoaro     | 31 | 24 | 9  | 4 | 11 | 154 | 145 | +9  |
|  | 9.   | Valdagno (B)       | 29 | 24 | 9  | 2 | 13 | 102 | 95  | +7  |
|  | 10.  | Breganze (B2)      | 28 | 24 | 8  | 4 | 12 | 100 | 99  | +1  |
|  | 11.  | Roller Cornedo     | 14 | 24 | 4  | 2 | 18 | 86  | 180 | -94 |
|  | 12.  | Pordenone (B)      | 10 | 24 | 3  | 1 | 20 | 94  | 177 | -83 |
|  | 13.  | Bassano            | 8  | 24 | 2  | 2 | 20 | 64  | 148 | -84 |

Legenda:
  Qualificato alle final eight.
Note:
Tre punti a vittoria, uno per il pareggio, zero a sconfitta.

### Girone D

#### Squadre partecipanti
| Club                  | Città          | Impianto                 | Stagione precedente    |
| --------------------- | -------------- | ------------------------ | ---------------------- |
| Follonica (B1)        | Follonica (GR) | Pista Armeni             | 3º in Serie B girone C |
| Follonica (B2)        | Follonica (GR) | Pista Armeni             | n.d.                   |
| CGC Viareggio (B)     | Viareggio (LU) | PalaBarsacchi            | 9º in Serie B girone C |
| Grosseto              | Grosseto       | Pista di via Leoncavallo | n.d.                   |
| Maliseti (B)          | Prato          | PalaRogai                | n.d.                   |
| Prato 1954            | Prato          | PalaRogai                | 8º in Serie B girone C |
| Rotellistica Camaiore | Camaiore (LU)  | Pardini Sport Center     | 4º in Serie B girone C |
| Sarzana (B)           | Sarzana (SP)   | Pista Vecchio Mercato    | 6º in Serie B girone C |
| Siena                 | Siena          | Engels Lambardi          | 7º in Serie B girone C |
| SPV Viareggio         | Viareggio (LU) | PalaBarsacchi            | 5º in Serie B girone C |

#### Classifica finale
|  | Pos. | Squadra               | Pt | G  | V  | N | P  | GF  | GS  | DR   |
|  | ---- | --------------------- | -- | -- | -- | - | -- | --- | --- | ---- |
|  | 1.   | Grosseto              | 48 | 18 | 16 | 0 | 2  | 171 | 61  | +110 |
|  | 2.   | SPV Viareggio         | 43 | 18 | 14 | 1 | 3  | 125 | 80  | +45  |
|  | 3.   | Follonica (B1)        | 35 | 18 | 11 | 2 | 5  | 128 | 77  | +51  |
|  | 4.   | Siena                 | 34 | 18 | 11 | 1 | 6  | 114 | 88  | +26  |
|  | 5.   | Rotellistica Camaiore | 31 | 18 | 9  | 4 | 5  | 94  | 75  | +19  |
|  | 6.   | Prato 1954            | 21 | 18 | 6  | 3 | 9  | 66  | 83  | -17  |
|  | 7.   | Follonica (B2)        | 18 | 18 | 6  | 0 | 12 | 87  | 117 | -30  |
|  | 8.   | Sarzana (B)           | 17 | 18 | 5  | 2 | 11 | 96  | 119 | -23  |
|  | 9.   | CGC Viareggio (B)     | 13 | 18 | 4  | 1 | 13 | 106 | 172 | -66  |
|  | 10.  | Maliseti (B)          | 3  | 18 | 1  | 0 | 17 | 46  | 161 | -115 |

Legenda:
  Qualificato alle final eight.
Note:
Tre punti a vittoria, uno per il pareggio, zero a sconfitta.

### Girone E

#### Squadre partecipanti
| Club              | Città           | Impianto       | Stagione precedente                         |
| ----------------- | --------------- | -------------- | ------------------------------------------- |
| AFP Giovinazzo    | Giovinazzo (BA) | PalaPansini    | 14º in Serie A1, retrocesso                 |
| CRESH Eboli       | Eboli (SA)      | PalaDirceu     | 7º in Serie B girone D                      |
| Estrelas Molfetta | Molfetta (BA)   | PalaFiorentini | 6º in Serie B girone D                      |
| Roller Matera     | Matera          | PalaSassi      | 3º in Serie B girone D                      |
| Matera            | Matera          | PalaSassi      | 1º in Serie B girone D, 3º alle final eight |
| Roller Salerno    | Salerno         | PalaTulimieri  | 2º in Serie B girone D, 5º alle final eight |

#### Classifica finale
|  | Pos. | Squadra           | Pt | G  | V | N | P  | GF | GS  | DR   |
|  | ---- | ----------------- | -- | -- | - | - | -- | -- | --- | ---- |
|  | 1.   | Estrelas Molfetta | 28 | 10 | 9 | 1 | 0  | 70 | 24  | +46  |
|  | 2.   | Matera            | 18 | 10 | 6 | 0 | 4  | 73 | 36  | +37  |
|  | 3.   | Roller Matera     | 17 | 10 | 5 | 2 | 3  | 66 | 37  | +29  |
|  | 4.   | Roller Salerno    | 16 | 10 | 5 | 1 | 4  | 48 | 36  | +12  |
|  | 5.   | AFP Giovinazzo    | 9  | 10 | 3 | 0 | 7  | 46 | 66  | -20  |
|  | 6.   | CRESH Eboli       | 0  | 10 | 0 | 0 | 10 | 18 | 122 | -104 |

Legenda:
  Qualificato alle final eight.
Note:
Tre punti a vittoria, uno per il pareggio, zero a sconfitta.

## Final Eight
Le Final Eight promozione della serie B 2018-2019 si disputeranno presso il Pala Casa Mora a Castiglione della Pescaia dal 3 al 5 maggio 2019.

### Girone 1
| Squadra           | Pt | G | V | N | P | GF | GS | DG |
| ----------------- | -- | - | - | - | - | -- | -- | -- |
| Estrelas Molfetta | 9  | 3 | 3 | 0 | 0 | 16 | 7  | +9 |
| Seregno 2012      | 3  | 3 | 1 | 0 | 2 | 12 | 13 | -1 |
| Montecchio P. (B) | 3  | 3 | 1 | 0 | 2 | 10 | 13 | -3 |
| SPV Viareggio     | 3  | 3 | 1 | 0 | 2 | 10 | 15 | -5 |

| Castiglione della Pescaia 3 maggio 2019, ore 12:00 CEST 1ª giornata | Estrelas Molfetta | 5 – 4 | Seregno 2012 | Pala Casa Mora |

| Castiglione della Pescaia 3 maggio 2019, ore 16:00 CEST 1ª giornata | SPV Viareggio | 5 – 4 | Montecchio P. | Pala Casa Mora |

| Castiglione della Pescaia 3 maggio 2019, ore 20:00 CEST 2ª giornata | SPV Viareggio | 2 – 5 | Estrelas Molfetta | Pala Casa Mora |

| Castiglione della Pescaia 4 maggio 2019, ore 12:00 CEST 2ª giornata | Montecchio P. | 5 – 2 | Seregno 2012 | Pala Casa Mora |

| Castiglione della Pescaia 4 maggio 2019, ore 16:00 CEST 3ª giornata | Estrelas Molfetta | 6 – 1 | Montecchio P. | Pala Casa Mora |

| Castiglione della Pescaia 4 maggio 2019, ore 20:00 CEST 3ª giornata | Seregno 2012 | 6 – 3 | SPV Viareggio | Pala Casa Mora |

### Girone 2
| Squadra              | Pt | G | V | N | P | GF | GS | DG |
| -------------------- | -- | - | - | - | - | -- | -- | -- |
| Grosseto             | 7  | 3 | 2 | 1 | 0 | 20 | 13 | +7 |
| Amatori Vercelli (B) | 7  | 3 | 2 | 1 | 0 | 16 | 14 | +2 |
| Roller Scandiano (B) | 3  | 3 | 1 | 0 | 2 | 14 | 17 | -3 |
| Montebello (B)       | 0  | 3 | 0 | 0 | 3 | 12 | 18 | -6 |

| Castiglione della Pescaia 3 maggio 2019, ore 12:00 CEST 1ª giornata | Montebello | 5 – 9 | Grosseto | Pala Casa Mora |

| Castiglione della Pescaia 3 maggio 2019, ore 16:00 CEST 1ª giornata | Amatori Vercelli | 7 – 6 | Roller Scandiano | Pala Casa Mora |

| Castiglione della Pescaia 3 maggio 2019, ore 20:00 CEST 2ª giornata | Montebello | 4 – 5 | Amatori Vercelli | Pala Casa Mora |

| Castiglione della Pescaia 4 maggio 2019, ore 12:00 CEST 2ª giornata | Roller Scandiano | 4 – 7 | Grosseto | Pala Casa Mora |

| Castiglione della Pescaia 4 maggio 2019, ore 16:00 CEST 3ª giornata | Roller Scandiano | 4 – 3 | Montebello | Pala Casa Mora |

| Castiglione della Pescaia 4 maggio 2019, ore 20:00 CEST 3ª giornata | Grosseto | 4 – 4 | Amatori Vercelli | Pala Casa Mora |

### Semifinali
| Castiglione della Pescaia 5 maggio 2019, ore 10:00 CEST | Estrelas Molfetta | 6 – 2 | Amatori Vercelli | Pala Casa Mora |

| Castiglione della Pescaia 5 maggio 2019, ore 12:00 CEST | Grosseto | 9 – 1 | Seregno 2012 | Pala Casa Mora |

### Finali
| Castiglione della Pescaia 5 maggio 2019, ore 16:30 CEST Finale 3º/4º posto | Amatori Vercelli | 10 – 4 | Seregno 2012 | Pala Casa Mora |

| Castiglione della Pescaia 5 maggio 2019, ore 18:30 CEST Finale 1º/2º posto | Estrelas Molfetta | 5 – 4 | Grosseto | Pala Casa Mora |

### Classifica finale
| Pos | Squadra              |
| --- | -------------------- |
| 1ª  | Estrelas Molfetta    |
| 2ª  | Grosseto             |
| 3ª  | Amatori Vercelli (B) |
| 4ª  | Seregno 2012         |

## Verdetti
| Verdetto             | Club                       |
| -------------------- | -------------------------- |
| Promosse in Serie A2 | Estrelas Molfetta Grosseto |